# Greyson Chance

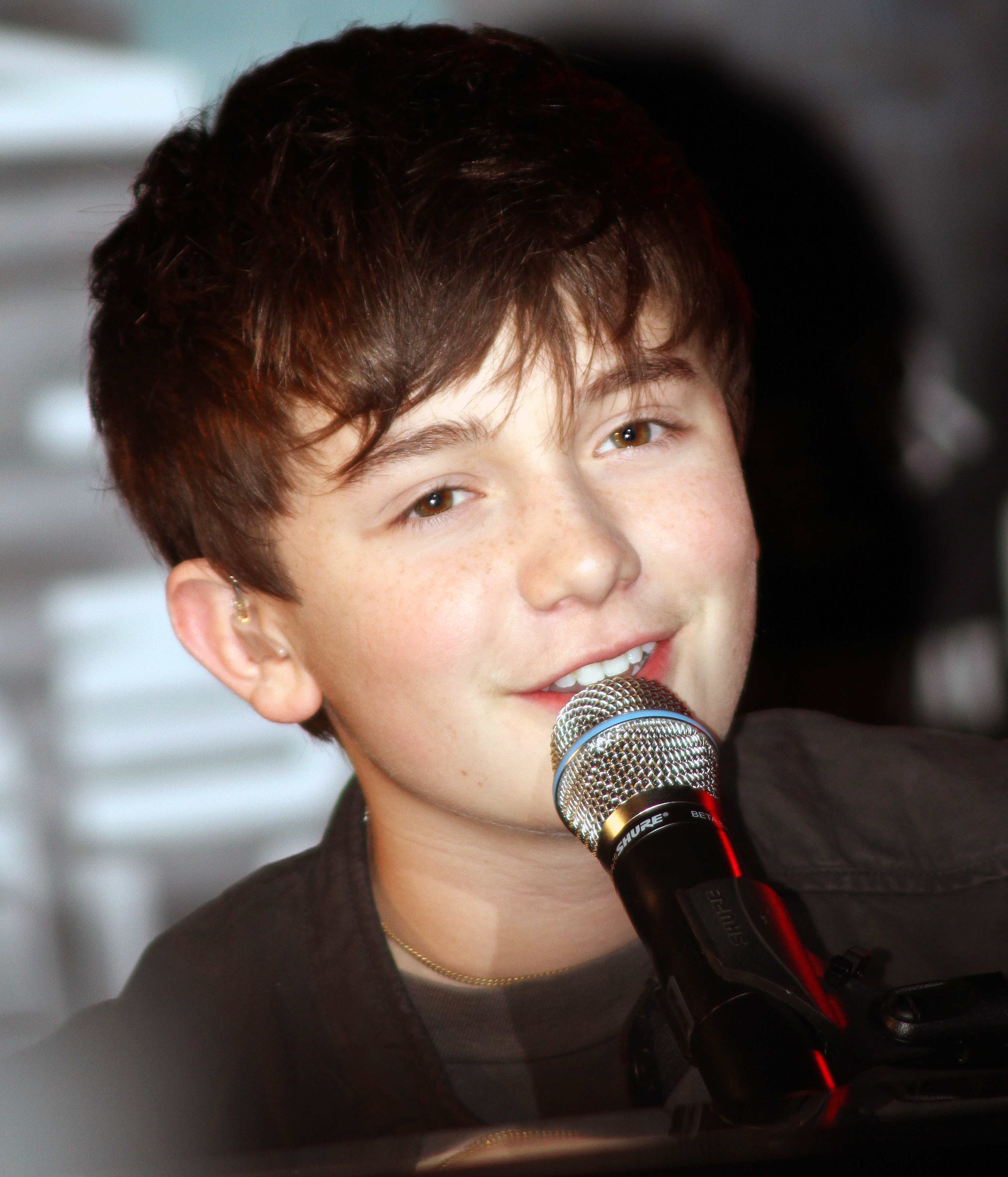
Greyson Chance bei einem Auftritt im Hard Rock Cafe im September 2011.

Greyson Michael Chance (* 16. August 1997 in Wichita Falls, Texas) ist ein US-amerikanischer Sänger, der mit seiner Coverversion des Lady-Gaga-Hits Paparazzi im April 2010 über die Videoplattform YouTube Bekanntheit erlangte. Am 2. August 2011 veröffentlichte Chance sein erstes Album namens Hold On ’til the Night.

## Leben
Greyson Chance ist das jüngste Kind von Lisa und Scott und hat zwei ältere Geschwister, Alexa und Tanner. Greyson Chance und seine Schwester Alexa nehmen seit jungen Jahren Klavierunterricht und singen zusammen Duette. Auch sein Bruder Tanner ist musikalisch und hat sich das Gitarre- und Klavierspielen selbst beigebracht. Die Familie lebt in Edmond, Oklahoma, wo Chance 2010 die sechste Klasse der Cheyenne Middle School besuchte. Seit dem Kindergarten singt er in verschiedenen Aufführungen und Schulprogrammen. 2010 nahm Chance an einer Talent-Show seiner Schule teil und sang das Lied 100 Years. Seine musikalischen Vorbilder sind Lady Gaga und die amerikanische Rockband Augustana, wie er auf seinem YouTube-Kanal angibt. Daher auch die Wahl des Songs Paparazzi von Lady Gaga. Als Chance den Auftritt von Lady Gaga bei den MTV Video Music Awards 2008 sah, beschloss er eine Karriere in der Musikbranche anzugehen. Chance sieht sich selbst als Pianist und Songwriter, aber nicht als professionellen Sänger, da er nie Gesangsunterricht erhalten hat.
Im Juli 2017 outete sich Chance als schwul.

## Leistungen
Im April 2010 sang er Lady Gagas Hitsong Paparazzi bei einem Schulfestival in seiner Heimatstadt und zeigte dabei musikalisches Talent. Er hatte das Lied für das Klavier angepasst und auch den Text abgeändert, da er aus der Sicht eines Jungen singt. Am 28. April 2010 hat Chance das Video von seinem Auftritt beim Schulfestival auf YouTube eingestellt.
Unter dem Namen Greyson97 hat er auf der Videoplattform seinen eigenen Kanal. Auf seinem YouTube-Kanal sind auch selbstgeschriebene Songs zu hören, wie Stars und Broken Hearts. Neuere Song besitzen die Namen Waiting Outside the Lines, Light Up the Dark und Unfriend You. Wie schon bei dem kanadischen Sänger Justin Bieber hat die YouTube-Community das Video entdeckt und auch die US-Talkerin Ellen DeGeneres ist darauf aufmerksam geworden. Auch Promiblogger Perez Hilton und Schauspieler Ashton Kutcher schrieben in ihren Blogs und auf Twitter über Chance und förderten damit seine Bekanntheit.
Am 12. Mai hatte der Schüler einen Auftritt in der „The Ellen DeGeneres Show“ mit seiner Version von Paparazzi. Während der Show rief Lady Gaga an und gab dem Newcomer Ratschläge. Greyson Chance gibt Lady Gaga als sein größtes Vorbild an.
In den zwei Wochen, die zwischen dem Einstellen des Videos und dem Auftritt lagen, wurde Chances Video eine Million Mal aufgerufen. Der Auftritt weckte schließlich nach der Internet-Community auch das Interesse von Printmedien wie dem Wall Street Journal oder der Los Angeles Times. Am 26. Mai hatte Chance seinen zweiten Auftritt in der Show der US-Talkerin Ellen DeGeneres. Ellen gründete extra für Greyson Chance ein Plattenlabel. Das Label heißt eleveneleven; dieser Name kommt laut Ellen davon, dass Chance in seiner Fußballmannschaft die Nummer elf trug und sie ihn an einem 11. Mai fand.
Chance hat einen Plattenvertrag mit dem Label Interscope Records abgeschlossen, bei dem auch Lady Gaga unter Vertrag ist. Ellen DeGeneres gründete eigens das Label „eleveneleven“, um seine Songs zu produzieren. Guy Oseary, der Manager von Madonna und Ashton Kutcher, und Troy Carter, Manager von Lady Gaga, übernehmen dabei das Management von Greyson Michael Chance.
Unterdessen ist bereits sein Debütalbum Hold on ’til the Night erschienen. Auf dem wurden neben bekannten Songs wie Waiting Outside the Lines und Unfriend You auch einige weitere Lieder veröffentlicht. Das Album wurde unter den Labels eleveneleven, Maverick, Streamline und Geffen produziert. Es wurde in Los Angeles aufgenommen. In den USA belegte es in der ersten Woche Platz 29 der Billboard 200 Charts und Platz 14 der digitalen Albumcharts.
Bei den US Open vom Jahr 2011 trat Chance im USTA Billie Jean King National Tennis Center in Queens, New York City UF. Bei der Eröffnungszeremonie sang er die amerikanische Nationalhymne sowie Empire State of Mind von Alicia Keys und Jay-Z.

## Kritik
Obwohl es den Anschein hat, dass das Video von Chances Schulfestival-Darbietung authentisch ist, ruft seine rasante Erfolgsgeschichte Kritik bezüglich irreführenden Marketingstrategien und Medienmanipulation hervor. Einige Experten der Musikbranche glauben nicht an den zufälligen Erfolg von Greyson Michael Chance, sondern sind der Meinung, dass eine professionelle Kampagne hinter dem Aufstieg steckt.

## Diskografie

### Studioalben
- 2011: Hold On ’til the Night
- 2019: Portraits
- 2022: Palladium

### EPs
- 2012: Truth Be Told, Part 1
- 2016: Somewhere Over My Head
- 2021: Trophies

### Singles
- 2010: Waiting Outside the Lines
- 2011: Unfriend You
- 2011: Hold On ’til the Night
- 2012: Take a Look at Me Now
- 2012: Sunshine & City Lights
- 2014: Thrilla in Manila
- 2015: Meridians
- 2015: Afterlife
- 2016: Hit & Run
- 2016: Back on the Wall
- 2016: London
- 2017: Seasons
- 2017: Low
- 2018: Lighthouse
- 2018: Good as Gold
- 2018: Twenty One
- 2019: Shut Up
- 2019: Timekeeper (Promo)
- 2019: Yours
- 2019: White Roses
- 2019: Boots
- 2020: Dancing Next to Me
- 2020: Honeysuckle

### Gastbeiträge
- 2016: Oceans (tyDi & Jack Novak feat. Greyson Chance)
- 2016: Anything (Frank Pole feat. Greyson Chance)
- 2017: Earn It (Frank Pole feat. Greyson Chance)
- 2017: Walk Away (Sick Individuals feat. Greyson Chance)